# عمر كدرس
عمر نوح كدرس (1933- 2002) موسيقار سعودي، ولد في المدينة المنورة، رغم قلة أعماله إلا أنها تميزت بأفكار موسيقية جديدة، عمل في إذاعة جدة رئيسًا لقسم البرامج الشعبية ومستتشاراً موسيقياً للإذاعة، وهو من الفنانين السعوديين الذين أُعجبت بموهبتهم أم كلثوم، وقد لحن لكبار الفنانين السعوديين أمثال طلال مداح ومحمد عبده، وهو أحد الذين دعموا محمد عبده في بدايات ظهوره على الساحة الفنية.

## المولد والنشأة
ولد عمر كدرس في عام 1933. أما مكان الميلاد فتختلف حوله الروايات، حيث يقول البعض إنه المدينة المنورة، بينما يقول البعض الآخر مثل صديقه الشاعر ياسين سمكري إن كدرس من مواليد حي المسفلة بمكة المكرمة، لكنه ذهب لاحقا للاستقرار بالمدينة المنورة، حيث بدأ حياته معاوناً لسائق شاحنة قبل أن يصبح سائقاً لدى بعض العائلات في مكة وجدة.
تعرف في جدة على واحد من أبرز وجهائها آنذاك وهو صالح سنبل، الذي كان له صالون ثقافي مسائي يجتمع فيه الأدباء والمثقفون والفنانون والرياضيون للنقاش وتقديم ما لديهم من إبداعات، ويبدو أن كدرس الذي كان عاشقاً منذ الصغر للعزف على العود وترديد أغاني سيد درويش وعبد الوهاب ورياض السنباطي وزكريا أحمد وإحياء بعض حفلات الأعراس، وجد ضالته في ذلك الصالون. فحرص على حضوره والتعريف بنفسه من خلال عزف بعض المقطوعات، ناهيك عن تعزيز ثقافته العامة بما كان يجري من نقاشات فكرية وأدبية.

## قصة لقب «كدرس»
لقب «كدرس» التصق باسمه الأول نتيجة لحادثة طريفة حصلت له في مدرسته الابتدائية. وملخص القصة أن معلمه عينه ذات مرة مراقباً على تلاميذ صفه، وعندما عاد المعلم إلى الصف وجده واقفا أمام السبورة كـ«درس» أي مشابهاً للدرس، فالتقط زملاؤه الكلمة وصاروا ينادونه بـ«كدرس».

## أبرز ألحانه

### طلال مداح
- يا موقد النار في قلبي
- في الطريق مرة قابلني
- مقبول منك
- صحى الطير
- يا سارية خبريني.[4]

### محمد عبده
- ليلة خميس لخالد بن يزيد
- العقد لخالد بن يزيد
- الشديد القوي لعبد العزيز النجيمي
- يا أعذب الحب لطاهر زمخشري
- وهم لفايق عبد الجليل
- البعد طال لمحمد عبدالله كردي

## عمر كدرس ومحمد عبده
لعب كدرس دوراً كبيراً في دعم ومساندة الفنان محمد عبده عندما ظهر الأخير على الساحة الفنية السعودية في ستينات القرن العشرين، كمطرب جديد ينافس ظاهرة الفنان طلال مداح الإبداعية المسيطرة آنذاك على آذان ووجدان المتلقي السعودي، بل أسهم في تكوين جزء مهم من ثقافة محمد عبده الفنية، خاصة ما يتصل منها بالتراث الغنائي، وذلك عبر استخدام ثقافته الموسيقية الموسوعية، والاختزال الواعي لألوان متعددة من التراث.

## العائلة
تزوج عمر كدرس بداية شهر أغسطس عام 1982م، وله من الأبناء: نورة ونوران ونسرين وسراج.

## وصلات خارجية
- عمر كدرس .. معاون سائق الشاحنة الذي أعجبت به أم كلثوم
- عمر كدرس سفينة الألحان السعودية
- عمر كدرس «عراب الأغنية» وفوزي محسون ملتصقان بتراب الكلمة الحجازية
- «أمض يا عمر: فالليل رحل»